# Neon-Demoiselle
Die Neon-Demoiselle (Pomacentrus coelestis) ist ein kleiner Riffbarsch aus den Korallenriffen des Indopazifik. Ihr Verbreitungsgebiet umfasst Sri Lanka und die Andamanensee, die Cocos-Keeling-Inseln, die Weihnachtsinsel, den indo-australischen Archipel und den westlichen Pazifik von Südjapan bis zum Tuamotu-Archipel. Sie ist sehr bodengebunden und bewohnt vor allem Außenriffe mit starker Strömung und Wellengang. 
Die Neon-Demoiselle ist nahe mit Pomacentrus auriventris und Pomacentrus similis verwandt und bildet mit diesen Arten einen Artenkomplex, der „Blaue Demoisellen“ genannt wird.

## Merkmale
Neon-Demoisellen bilden unterschiedlich gefärbte Lokalformen. Allen gemeinsam ist die leuchtend blaue Grundfarbe. Die Schwanzflosse, die Afterflosse und/oder der Bauch können bei einigen Populationen gelb sein. Die Population in der Andamanensee und bei Sri Lanka ist besonders dunkelblau. Ihr fehlen die gelben Farben der Flossen und des Bauches. Die Fische werden maximal sieben Zentimeter lang. Die Körperhöhe beträgt 2,5 bis 2,6 Zentimeter. Entlang des Seitenlinienorgans haben sie 17 bis 18 Schuppen. Die Anzahl der Kiemenreusenfortsätze beträgt 20 bis 22.
Flossenformel: Dorsale XIII/13–15, Anale II/14–15,  Pectorale 17–18

## Fortpflanzung
Wie alle Riffbarsche sind Neon-Demoisellen Substratlaicher. Die Larven schlüpfen nach drei bis vier Tagen und leben einige Wochen pelagisch, um danach zum riffgebundenen Leben der ausgewachsenen Fische zu wechseln.